# سیارک ۲۱۹۲۹
سیارک ۲۱۹۲۹ (به انگلیسی: 21929 Nileshraval، نامگذاری:1999VP56) بیست و یک هزار و نهصد و بیست و نهمین سیارک کشف شده‌است که در ۴ نوامبر ۱۹۹۹ کشف شد.
قدر مطلق سیارک برابر ۱۴٫۲ است.